# Xue Susu
Pour les articles homonymes, voir Xue.
Xue Susu (ou Hsüeh Su-Su, Slue Sou-Sou, Hsüeh Wu, Siue Wou, surnoms : Runqing et Suquing, nom de pinceau : Runniang, née vers 1564, originaire de Suzhou, province de Jiangsu, et morte vers 1637) est une peintre chinoise des XVIe – XVIIe siècles.

## Biographie
Peintre de bambous, d'épidendrons et de figures bouddhiques, active à Nankin, dont l'Académie d'Honolulu conserve un rouleau en longueur signé et daté 1601, Touffes d'épidendrons poussant parmi les rochers sur la rive.
Xue Susu est une célèbre courtisane de Jiaxing, dans la province de Zhejiang. On prétend qu'à l'époque où Dong Qichang est professeur dans une école privée de Jiaxing, avant de devenir jinshi (candidat reçu au plus haut examen impérial), il tombe amoureux de Xue dès leur première rencontre. L'artiste Li Rihua (1565-1635) écrit le commentaire suivant sur l'une de ses peintures intitulée Bodhisattva parmi les fleurs: «Xue Susu excelle à jouer du Zheng [un ancien instrument à cordes], à filer, à broder et à se parer. Elle connait toutes les distractions qui réjouissent les hommes. En vieillissant, elle désire un enfant à elle, mais elle échoue».

## Les femmes artistes
Condition de l'artiste chinoise
Dans la société chinoise, les femmes sont subordonnées aux hommes durant plusieurs millénaires. Les doctrines confucéennes dites des Trois Sujétions et des trois autorités Cardinales comme base idéologique de la stabilité sociale, sont instituées par les souverains féodaux. Les Trois Sujétions exigent qu'une femme obéisse à son père avant le mariage, à son mari durant sa vie conjugale et à ses fils dans le veuvage.
Les Trois Autorités Cardinales disent que le souverain dirige ses sujets, le père ses fils, et le mari sa femme. De la naissance à la mort, les femmes ne jouissent d'aucun statut social autonome, leurs actions et l'expression de leurs idées sont réprimées, leur personnalité et leurs talents étouffés. C'est pourquoi il y a peu de femmes artistes dans l'histoire chinoise:
cette situation commence à changer vers la fin de la dynastie des Ming, quand leur nombre se met à augmenter. Selon Tang Shuyu dans son Yutai huashi (Histoire de la peinture de la Terrasse de Jade), parmi les deux cent seize femmes artistes connues depuis les temps anciens jusqu'au règne de l'empereur Renzong (17996-1820) des Qing, la moitié ont vécu dans la dynastie des Ming, dont les quatre cinquièmes à la fin de cette dynastie. En dépit du rôle circonscrit des femmes dans la société, certaines peuvent devenir peintre dans le cadre d'une tradition familiale ou recevoir une formation artistique pour se préparer à être concubine ou courtisane.

## Concubinesetcourtisanes
Les femmes qui ne sont pas nées dans des familles d'artistes trouvent peu de débouchés à leur créativité, mais il existe une autre entrée dans le monde de la peinture. Il n'est pas rare que les lettrés et les fonctionnaires prennent des concubines ou fréquentent des courtisanes, qui se doivent d'être des artistes accomplies et ont souvent reçu une formation picturale. La ville de Yangzhou est un centre célèbre pour la formation de courtisanes issues de familles pauvres. Après avoir été vendues, les filles apprenaient à chanter, à jouer des instruments de musique, à jouer aux échecs, à peindre et à calligraphier. Si la femme est belle et montre du talent dans les arts, elle peut demander très cher à ses clients. Ma Shouzhen, Xue Susu, Kou Mei, Gu Mei et Li Yin sont des courtisanes qui deviennent artistes.

## Musées
- Honolulu (Académie d'Honolulu):
  - Touffes d'épidendrons poussant parmi les rochers sur la rive.